# Марківці (зупинний пункт)
Ма́рківці — зупинний пункт Ніжинського напряму Київської дирекції Південно-Західної залізниці на лінії Ніжин — Київ-Пасажирський. Розташована між зупинними пунктами Ярославка (4 км) та Макарівка (4 км) поблизу села Марківці.
Платформу було відкрито у 1929 році. Лінію електрифіковано в 1964 році.